# Cruz Hogan
Cruz Hogan (* 22. Februar 1994) ist ein australischer Leichtathlet, der sich auf den Speerwurf spezialisiert hat und in dieser Disziplin 2022 Ozeanienmeister wurde.

## Sportliche Laufbahn
Erste internationale Erfahrungen sammelte Cruz Hogan im Jahr 2022, als er bei den Ozeanienmeisterschaften in Mackay mit einer Weite von 79,25 m auf Anhieb die Goldmedaille im Speerwurf gewann. Damit erhielt er ein Freilos für die Weltmeisterschaften in Eugene, bei denen er mit 73,03 m in der Qualifikationsrunde ausschied.